# Ane Hedvig Brøndum en la habitación azul, madre de la artista
Ane Hedvig Brøndum en la habitación azul, madre de la artista (en danés: Kunstnerens mor Ane Hedvig Brøndum i den blå stue) es una pintura al óleo realizada por Anna Ancher en 1909. Se encuentra en la colección de la Galería Nacional de Dinamarca en Copenhague.
Anna Ancher hizo varias pinturas de su madre, Ane Hedvig Brøndum (1826-1916), que estaba casada con un comerciante y propietario de hotel Erik Andersen Brøndum (1820-1890). Después de la muerte de su marido en 1890 se hizo cargo del negocio con su hijo Degn Brøndum, hasta los setenta años de edad.  El retrato es de la sala azul en el hotel donde vivía y donde ella leía libros y cartas. Varios de los retratos de Ane Brøndum de Anna Ancher tienen la habitación azul como marco.

## Galería

Ane Hedvig Brøndum, 1880
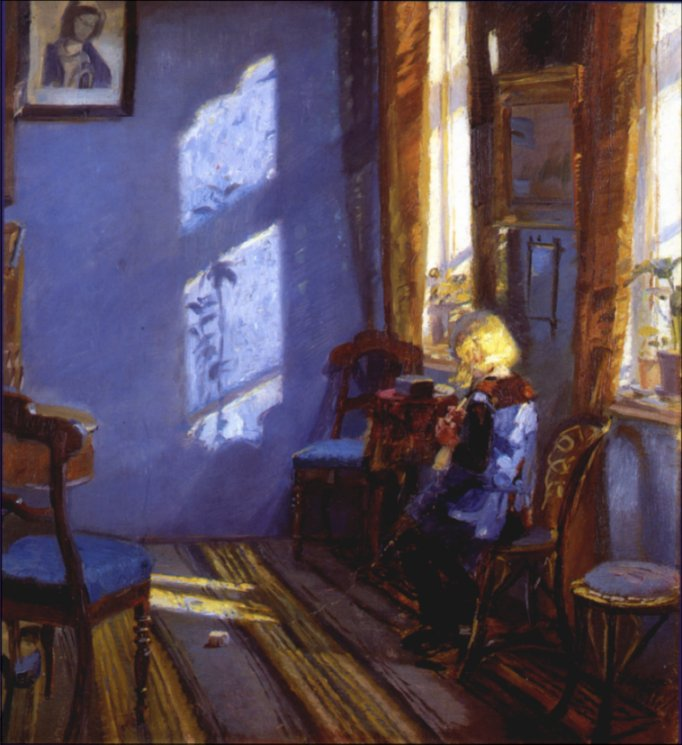
Solskin i den blå stue, 1891
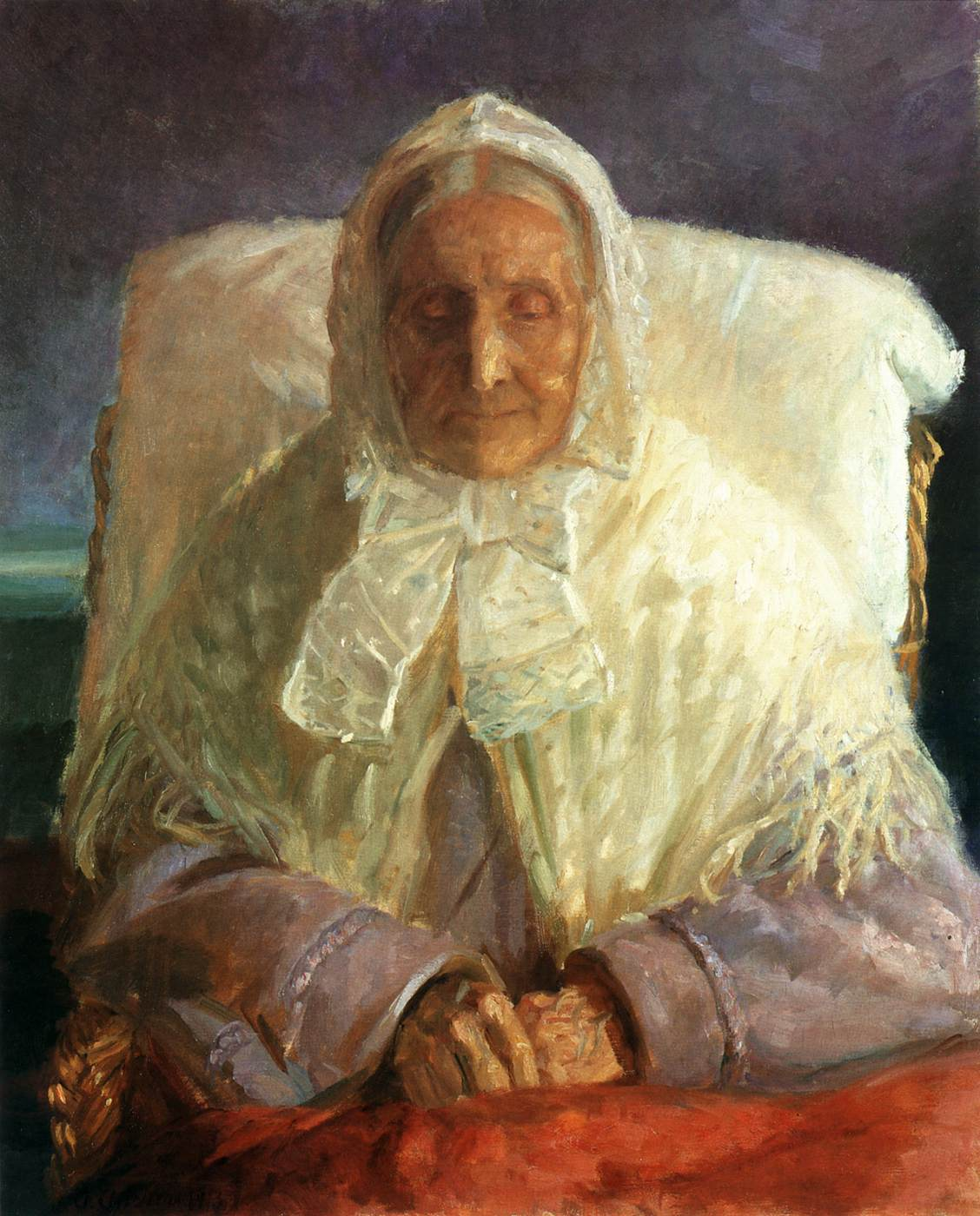
Fru Ane Brøndum i den blå stue, 1913

## Procedencia
De procedencia de una colección privada danesa la pintura fue vendida el 22 de abril de 1991. Pasó por varios propietarios y subastas, hasta el 28 de noviembre de 2011 que con el nombre de Señora Brøndum en la habitación azul fue comprado  en una subasta por la Fundación Carlsberg y donado como regalo a la Galería Nacional de Dinamarca.

## Europeana 280
En abril de 2016, la pintura Ane Hedvig Brøndum en la habitación azul, madre de la artista fue seleccionada como una de las diez obras artísticas más importantes de Dinamarca por el proyecto Europeana.